# Friesodielsia hainanensis
Friesodielsia hainanensis är en kirimojaväxtart som beskrevs av Ying Tsiang och Ping Tao Li. Friesodielsia hainanensis ingår i släktet Friesodielsia och familjen kirimojaväxter. Inga underarter finns listade i Catalogue of Life.